# مارک دورونین
مارک دورونین (استونیایی: Marek Doronin؛ زادهٔ ۹ ژانویهٔ ۱۹۸۳) بازیکن بسکتبال اهل استونی است.
از باشگاه‌هایی که در آن بازی کرده‌است می‌توان به تیم بسکتبال دانشگاه تارتو اشاره کرد.